# Deutsche Studien- und Arbeitsgemeinschaft Pädophilie
Die Deutsche Studien- und Arbeitsgemeinschaft Pädophilie e. V. (D.S.A.P.) bestand von 1979 bis 1983 als Verein mit Sitz in Krefeld. Er wurde beim dortigen Amtsgericht im Vereinsregister unter der Nummer VR 1938 eingetragen. Das Bestreben des Vereins lag darin begründet, einen öffentlichen Diskurs zur moralischen und rechtlichen Neubewertung pädophiler Handlungen zu bestreiten.

## Wirkungsgeschichte
Die DSAP wurde auf Initiative einiger Mitglieder des AK Rundbrief, einer 1977 gegründeten Gruppe politisch aktiver Pädophiler, gegründet. Noch im selben Jahr  entstanden im westdeutschen Bundesgebiet Regionalgruppen in Hamburg, Heidelberg, Kehl, Krefeld, München, Berlin und Münster. Der Verein brachte von 1980 bis 1981 ein eigenes Schriftwerk heraus, welches in der ersten Auflage namentlich zunächst als Die Zeitung benannt, dann unter dem Titel Betrifft Beziehung als Ausgabe Nr. 2/1980 herausgegeben und in der letzten Ausgabe Nr. 2/3 1981 mit der Bezeichnung Befreite Beziehung veröffentlicht wurde, das im Jahr 1979 als Deutsche Studien- und Arbeitsgemeinschaft Pädophilie: Rundbrief kursierte. Die Zeitschrift war Plattform für kontroverse Auseinandersetzungen mit der Öffentlichkeit wie auch für interne Debatten. Die Zeitschrift veröffentlichte auch Artikel einiger prominenter Intellektueller, u. a. von dem  Schriftsteller Ernst Alexander Rauter, der amerikanischen feministischen Theoretikerin Beth Kelly, dem Antipädagogen Ekkehard von Braunmühl oder dem niederländischen Pädophilieaktivisten Edward Brongersma.
Nach Überzeugung des Politikwissenschaftlers Franz Walter war die DSAP eine „Kaderorganisation der Pädophiliebewegung“. Die Organisation setzte sich für die Straffreiheit der Sexualität zwischen Erwachsenen und Kindern ein.
Um einen entsprechenden Wandel der Beziehungen zwischen Erwachsenen und Kindern herbeizuführen, wollte die DSAP darüber aufklären, „welche Bedürfnisse Kinder nach emotionalen und sexuellen Kontakten mit Erwachsenen haben“. Nach Auflösung der DSAP im Jahre 1983 schloss sich ein Großteil ihrer Mitglieder der Arbeitsgemeinschaft Humane Sexualität (AHS) an.
Der Verein baute binnen kurzer Zeit eine Vielzahl von Kontakten in die Öffentlichkeit auf: zu den Jungdemokraten und der FDP, den Grünen, der Gesellschaft zur Förderung Sozialwissenschaftlicher Sexualforschung (GFSS) unter der Präsidentschaft des Sexualpädagogen Helmut Kentler, der taz sowie der Humanistischen Union.
Öffentlich in Erscheinung trat die Organisation unter anderem in Vorbereitung einer Veranstaltung der Lesben- und Schwulenbewegung zur Bundestagswahl 1980. Hierbei gelang es der Organisation, sich weitgehend mit ihren Forderungen nach Straffreiheit für Pädosexualität durchzusetzen.
Franz Walter zufolge setzte die DSAP auf die Freie Demokratische Partei (FDP). Der Spiegel behauptete „Selbst zur Speerspitze der Pädophilenbewegung hatte die FDP Verbindungen“ und verwies dabei auf Verbindungen des FDP-Politikers Ulrich Klug zur DSAP. Im März 1980 war die DSAP zur Bundesdelegiertenkonferenz der Jungdemokraten, der damaligen Jugendorganisation der FDP, eingeladen. Mit Erfolg: Die Delegierten forderten eine Streichung der Paragraphen (§§) 174 (Sexueller Missbrauch von Schutzbefohlenen) und 176 (Sexueller Missbrauch von Kindern) aus dem Strafgesetzbuch (StGB).
Laut Aussage von Franz Walter gelang es der DSAP, selbst auf den Deutschen Kinderschutzbund (DKSB) Einfluss zu nehmen.
Im Zuge der steigenden Bedeutung kam es jedoch schnell zu Auseinandersetzungen über die Ausrichtung des Vereins. Ein eher „bürgerlicher“ und ein „radikaler“ Flügel lieferten sich Auseinandersetzungen. Schon Ende des Jahres 1981 war die DSAP weitgehend handlungsunfähig, und im März 1983 wurde sie offiziell aufgelöst.

## Akteure (unvollständig)
- Frits Bernard, Psychologe und Sexualwissenschaftler[20]
- Gisela Bleibtreu-Ehrenberg, Soziologin und mehrjährige Mitarbeiterin der DSAP[21]
- Manfred Bruns, Bundesanwalt am Bundesgerichtshof, Sprecher des Lesben- und Schwulenverbandes in Deutschland[20]
- Helmut Kentler, kurzzeitig Kuratoriumsmitglied der DSAP[22][23]
- Katharina Rutschky, kurzzeitig Kuratoriumsmitglied der DSAP[23]
- Rüdiger Lautmann, Jurist und Soziologe, der erste Professor einer deutschen Hochschule, der sich mit der Untersuchung der Diskriminierung Homosexueller befasste.[20]
- Dieter Fritz Ullmann, Vorstandsmitglied der DSAP und zeitweise Sprecher der BAG SchwuP, verurteilter Sexualstraftäter[16][24][25]
- Hans-Georg Wiedemann, evangelischer Theologe und Sexualberater[20]